# 亚尔戈姆日斯科耶农村居民点
亚尔戈姆日斯科耶农村居民点（俄语：Яргомжское сельское поселение）是俄罗斯联邦沃洛格达州切列波韦茨区所属的一个农村居民点。其下辖有11个居民点，行政中心为博托沃。据2015年统计，该农村居民点的人口为2980人。